# 131
Glej tudi: število 131
131 (CXXXI) je bilo navadno leto, ki se je po julijanskem koledarju začelo na nedeljo.

## Dogodki
- 1. januar